# Dànae rebent la pluja d'or
Dànae rebent la pluja d'or, en italià Danae riceve la pioggia d'oro, és un quadre pintat al segle xvi per Ticià Vecellio di Gregorio, i ara exposat al Museu del Prado.

## Història
Amb el nom de «Poesies», va denominar Ticià diversos quadres, com el de Venus i Adonis i aquest de Dànae rebent la pluja d'or. Altres llenços de la sèrie eren El rapte d'Europa (Isabella Stewart Gardner Museum, Boston), Diana i Acteó i Diana i Cal·listo (tots dos prestats a la Galeria Nacional d'Escòcia) i Andròmeda i Perseu (Col·lecció Wallace, Londres). El mencionat grup de quadres es va destinar al rei Felip II d'Espanya.

Ticià escriu al rei, el 1553, a propòsit de l'enviament de l'obra de Venus i Adonis en aquests termes: 
| « | ... i, perquè a la Dànae que ja he enviat a Vostra Majestat es veia la part davantera, he estimat en aquesta altra variar i fer-la mostrar la contrària part perquè sigui l'habitació on ha d'estar més graciosa a la vista. | » |

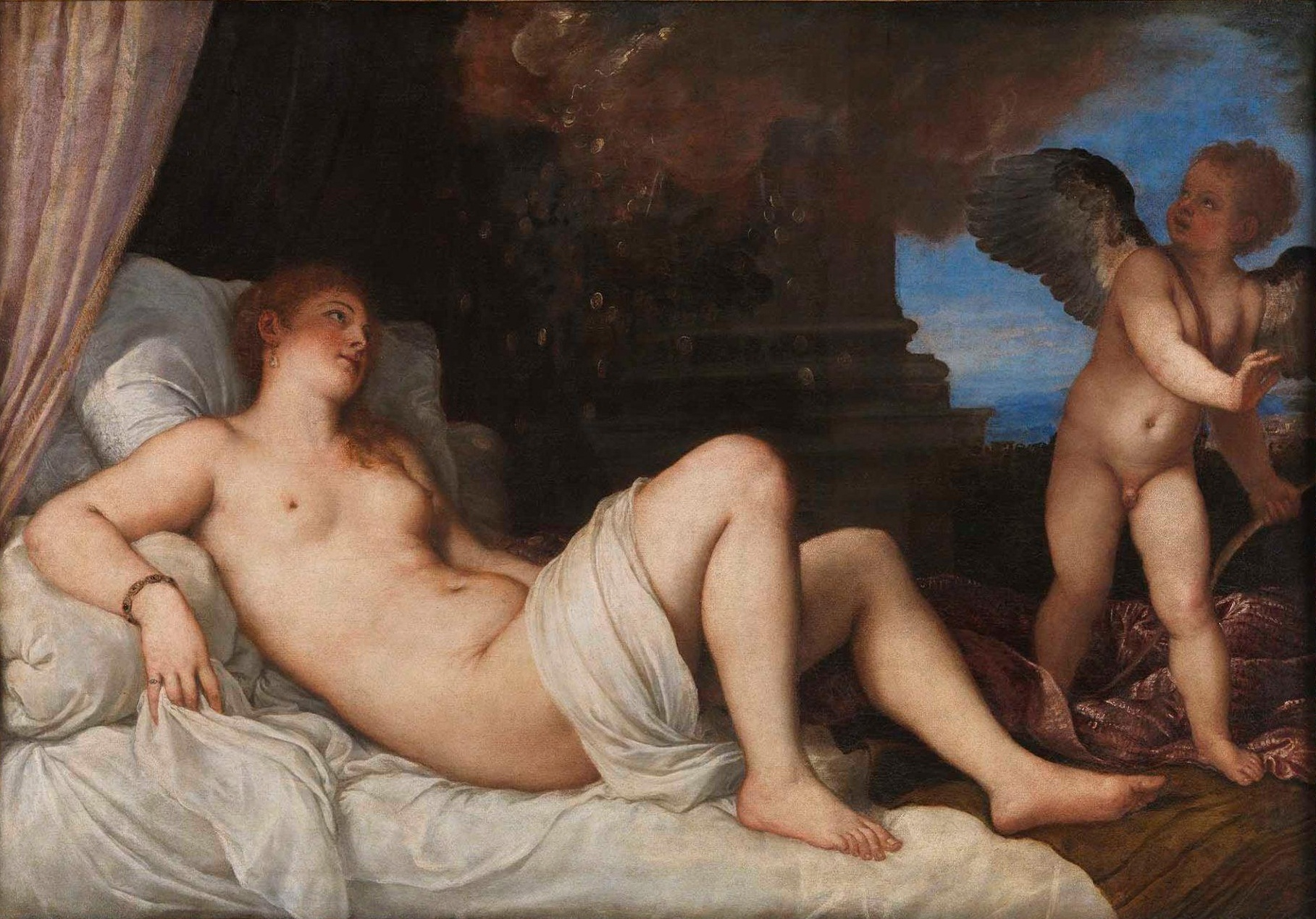
Dànae en la primera versió per Ticià, del Palau de Capodimonte a Nàpols

Ticià acostumava a repetir els temes que més èxit tenien. Aquesta Dànae rebent la pluja d'or és una versió d'un altra quadre que existeix al Museu de Capodimonte a Nàpols, encara que hi ha diferències notables entre l'un i l'altre.
Les més importants diferències entre aquesta versió i la Capodimonte, és la precisió del significat del mite segons Ticià:
- La serventa en lloc de Cupido, la minyona no s'esmenta a les fonts literàries del mite; ella és la guardiana de la torre on la princesa està reclosa (les claus són ben evidents). Simbolitza l'avarícia i l'estupidesa, mentre Dànae accepta el seu amant, en forma de pluja d'or, la serventa intenta de recollir les monedes.
- La completa nuesa de Dànae.
- La manifestació de Júpiter com un tro i un llamp.
- La presència d'un gos.

## Descripció
Representa el mite de Dànae, inspirada en Les Metamorfosis d'Ovidi, qui havia estat tancada pel seu pare, el rei d'Argos, en què es representa el moment en el qual Zeus o Júpiter, sota la forma d'una pluja d'or, entra a la seua cambra. La figura central està sobre el llit, amb les cames doblegades. A la seva dreta, hi ha un gos petit, que és un atribut de la cortesana. A la part dreta, hi ha una minyona, l'esquena fosca de la qual contrasta amb la blancor de Dànae; així mateix, hi ha una oposició clara entre el seu rostre envellit i la joventut de la princesa d'Argos. Aquesta serventa està recollint amb un davantal les monedes d'or que cauen, des dels núvols tempestuosos que dominen el centre de la part superior, en forma de pluja daurada.

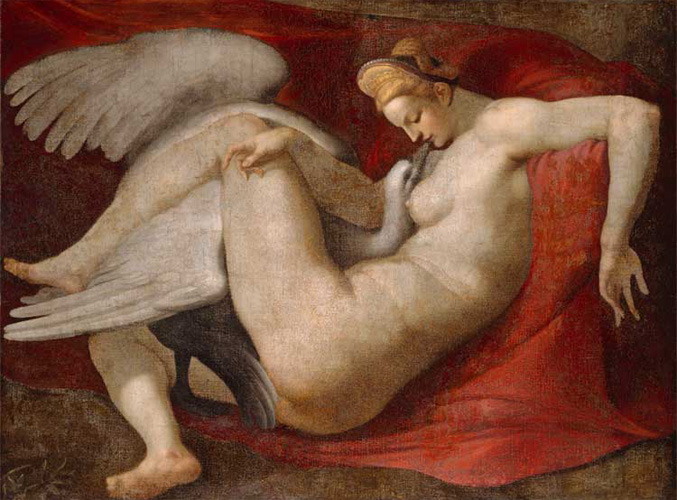
Leda, còpia del de l'original perdut de Miquel Àngel (c.1530) a la National Gallery de Londres.

Aquestes figures se situen en un espai indefinit, ni exterior ni interior; ja que es veuen les cortines i els núvols al fons. La composició se submergeix en una atmosfera de color vermellós, sobre el cos de la dona i també a la pluja.
L'actitud dels braços de Dànae tenen una clara similitud amb la pintura perduda de Leda de Miquel Àngel, que sembla el primer model de la tela de Ticià. L'obra, segurament, era coneguda per Ticià mitjançant una còpia portada per Vasari el 1541 a Venècia. En aquesta obra, es percep també la influència de Giorgione en la nuesa femenina.